# Onitis laminosus
Onitis laminosus är en skalbaggsart som beskrevs av Ferreira 1976. Onitis laminosus ingår i släktet Onitis och familjen bladhorningar. Inga underarter finns listade i Catalogue of Life.